# 44M Tas
Der Panzer Typ 44M Tas war eine ungarische Entwicklung eines schweren Panzers im Zweiten Weltkrieg, welche über das Stadium des Prototyps nicht herauskam.

## Entwicklung
Der Panzertyp 44M Tas sollte sowohl als Kampfpanzer mit Turm und 75-mm-Kampfwagenkanone (KwK) als auch als turmloser Jagdpanzer mit 88-mm-KwK gebaut werden. Die Entwicklung wurde im Jahr 1943 in Auftrag gegeben, um die auf dem Schlachtfeld deutlich unterlegenen ungarischen Panzermodelle, den Kampfpanzer Turan sowie den Jagdpanzer Zrinyi, zu ersetzen. Der Beginn der Serienproduktion war für das Jahr 1945 geplant.

## Konstruktion
Beide Typen zeichneten sich in der Wannenkonstruktion durch ihre starke Anlehnung an die deutschen Modelle Panzerkampfwagen V Panther und Jagdpanther sowie an den russischen T-34 aus. Das Laufwerk erinnerte stark an das des deutschen Panzerkampfwagen III, war jedoch ähnlich tschechischen Vorkriegstypen mit nach hinten abfallender Kette und vier Stützrollen versehen. Der Antrieb sollte durch zwei Motoren des bereits im Turan eingesetzten Typs erfolgen, je Kette ein über eine Trockenkupplung jeweils auf die vorderen Antriebs- und Leiträder wirkender Motor mit jeweils 191 kW (260 PS). Die hinteren Räder sollten als Freilaufräder zum Kettenspannen dienen. Jeweils sechs paarweise aufgehängte Radreifen je Kette sorgten für ausreichenden Bodenkontakt des 36 Tonnen schweren Panzers. Die Kampfwagenkanonen sollten vom Bündnispartner Deutschland bezogen werden, die 75-mm-KwK 42 L/70 des Panthers für den Kampfpanzer sowie die 88-mm-KwK 36 L/56 des Panzerkampfwagen VI Tiger für den Jagdpanzer.

## Prototypenbau
Die mit der Entwicklung beauftragte ungarische Firma Manfréd Weiss Stahl- und Metallwerke AG hatte einen Weichstahlprototyp des Kampfpanzers fertiggestellt und mit der Realisierung eines Jagdpanzers begonnen, als das Werk und beide Prototypen am 27. Juli 1944 durch einen Bombenangriff zerstört und alle weiteren Entwicklungen eingestellt wurden.